# Črna kri
Črna kri je vojni roman slovenskega pisatelja Mitje Vošnjaka, ki je leta 1961 izšel pri založbi Mladinska knjiga.

## Zgodba
Zgodba se dogaja med drugo svetovno vojno v mestu, ki so ga zajeli fašisti. V mestu pod gradom je bila skromna, komaj opazna hiša. V tej hiši se je skrivala tiskarna, ki sta jo Gašper in Peter, ki sta delala v njej, imenovala Mrtvašnica. 
Gašper je bil moški srednjih let, ki je moral, ko so fašisti vdrli v njegovo domačo vas na Krasu, bežati, ženo Vlasto in dva sinova pa je pustil same z upanjem, da se še kdaj vrne. Sinova sta umrla zaradi bolezni, Vlasta pa se je zaradi žalosti ubila.
Peter je bil devetnajstletni fant, ki se je želel boriti proti fašistom. 
Peter in Gašper sta tiskala letake, s katerimi bi pomagala rešiti iz zaporov njune tovariše. Njun tovariš Drago, ki je delal v tiskarni Sibirija, je bil razkrinkan in zaprt. Pri delu jima je pomagala šestnajstletna kurirka Mojca.
Ko se je Mojca nekega dne vrnila s poti na javko, je poleg materiala za tiskanje prinesla še dve pomembni pismi. V enem je pisalo, da se v kleti bivše tiskarne Kurnik skriva spisek vseh javk, ki ga je potrebno uničiti, v drugem pa je pisalo, da lahko za svojo tiskarno dobijo nov stroj iz vladne palače, le da morajo sami priti ponj. Dogovorili so se, da po stroj pojde Gašper, po spisek vseh javk pa Peter in Mojca. Vsi so uspešno in brez večjih zapletov opravili svojo nalogo.
Peter in Gašper sta Mojco poslala na drugo javko. Ko sta vsa v pričakovanju Mojce imela prisluhe, so se vrata tiskarne kar naenkrat odprla. Pred vrati sta zagledala starca. Starec je želel oditi, vendar mu Peter in Gašper nista pustila, saj bi ju lahko izdal. Tako je ostal z njimi v tiskarni in jim pomagal pri delu. Mojca je prinesla pismo, v katerem je pisalo, da jim bodo kmalu poslali še nekoga v tiskarno za pomoč. Mojca je v tiskarno pripeljala Dragovo mater, ki je bila zaprta zaradi skrivanja svojega sina Draga ter ostalih fantov na podstrešju.
Med delom je naenkrat zunaj rezko odjeknilo — v tiskarni so se spraševali, kaj se dogaja in vsak je imel svoje v mislih. Po radiu so izvedeli, da so ustrelili petindvajset talcev in med njimi je bil tudi Drago. Dragova mati, ki je negibno ležala, je kmalu razumela, da njenega sina ne bo nikdar več domov. Pogovarjali pa so se tudi o izdajalcu in Dragova mati je priznala, da je izdajalec njen sin Franjo, saj ni znal molčati o tajni tiskarni.
Ko so Peter, Mojca in starec odšli v mesto raznosit letake, sta Gašper in mati ostala v tiskarni. Gašperja je že dolgo časa premagovala bolezen, zato ni imel več moči, da bi jim pomagal. Ko je Peter prišel nazaj, je povedal, da so starca ubili fašisti, a da jim ni nič izdal. Nekaj zavojev letakov so morali spraviti tudi čez mejo in to je storil Peter. Pred odhodom pa je Mojci izpovedal čustva, ki jih je že dlje časa gojil do nje, jo poljubil in obljubil, da se bo vrnil.

## Kritika in literarna zgodovina
Jože Šifrer pravi, da roman Mitje Vošnjaka z naslovom Črna kri prinaša novo področje v tematiko narodnoosvobodilnega boja. Ozki ambient, v katerem se dogaja celotna zgodba, pomeni nekakšno izhodišče za iskanje skritih miselnih in čustvenih procesov človeka. 
Za večino teksta je značilna ideološko-politična vznesenost. Skozi roman pa lahko razberemo pisateljevo težnjo, da bi njegov človek moral doživljati revolucijo kot razmišljujoča in čuteča osebnost. 
»Snov je pisatelj v toliki meri pregnetel z osebnim odnosom do stvari, da je roman kot celota bolj čustvena izpoved kot pa epska pripoved.« (Šifrer 1962: 7)